# Campoletis nigricoxa
Campoletis nigricoxa är en stekelart som först beskrevs av Henry Lorenz Viereck 1925.  Campoletis nigricoxa ingår i släktet Campoletis och familjen brokparasitsteklar. Inga underarter finns listade.